# Manuel Hernández León
Manuel Hernández León (Sevilla, 1938 - 28 de diciembre de 2018) fue un escultor e imaginero sevillano. Su estilo se enmarca dentro del neobarroco sevillano, aunque su producción no haya sido tan valorada como la de otros imagineros contemporáneos.

## Obra

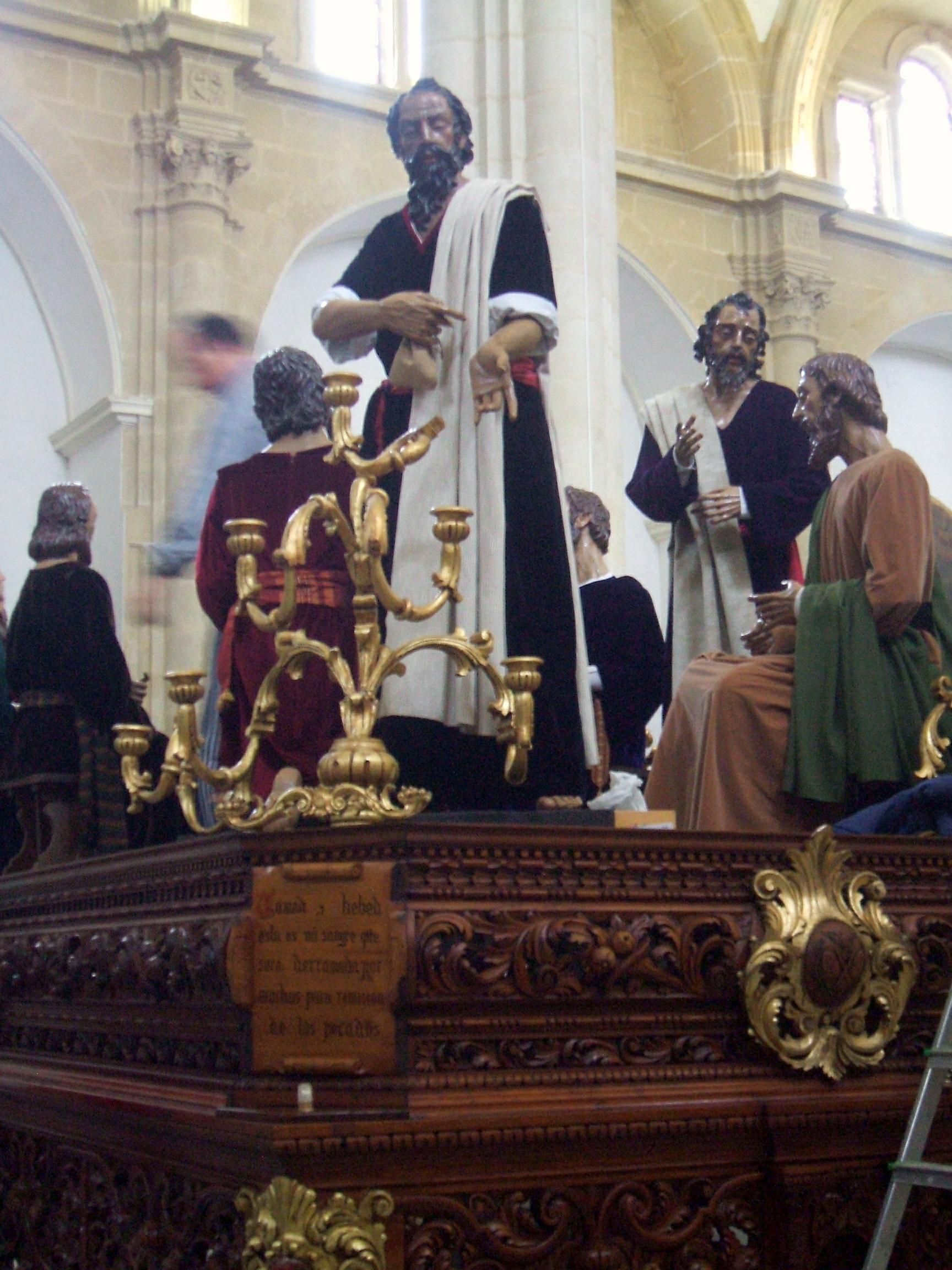
Montaje del misterio de la hermandad de la Santa Cena de Baeza: en primer plano la imagen de Judas Iscariote.

Ha realizado imágenes pasionistas para las semanas santas de las diócesis de:
- Sevilla: Sevilla: dos crucificados (1980 y 1981) para la hermandad de La Trinidad,[1] y una Dolorosa (1958) para la de Jesús Despojado. Todas ellas actualmente sustituidas. También llevó a cabo trabajos de restauración en el apostolado de La Cena (1991),[2] y para las hermandades de La Trinidad y los Servitas. Paradas: el misterio del Traslado al Sepulcro de la Hermandad del Santo Entierro (1981-1982), considerada su obra maestra, y para el que adaptó la Dolorosa que había realizado para la hermandad sevillana de Jesús Despojado. Arahal: talló la imagen de su patrona, Santa María Magdalena.
- Cádiz: La Línea de la Concepción: gubió las imágenes del Stmo. Cristo del Amor, Ntro. Padre Jesús del Perdón en sus Tres Caídas, María Stma. de la Salud de los Enfermos y Fuerte de Salvación.
- Málaga: Velez-Málaga: Nuestro Padre Jesús en su Presentación al Pueblo (1987) de la Cofradía del Ecce-Homo; Cristo del Amor (1993) y las imágenes de los Santos Varones, San Juan Evangelista, María Magdalena, María de Cleofás y María de Salomé (2004) de la Cofradía de la Caridad; Cristo del Mar (1983), María Santísima de las Penas (1984) y San Juan Evangelista (1988) de la Cofradía del Cristo del Mar; Nuestro Padre Jesús Coronado de Espinas (1996) de la Cofradía de Jesús Coronado de Espinas y María Santísima de la Salud; además de la restauración de Nuestra Señora de los Dolores (1989) de la Cofradía de los Dolores.
- Málaga: Fuengirola: María Santísima de la Salud y Belén (1983) del Grupo Parroquial de la Salud y San José para la Iglesia de Nuestra Señora del Rosario.
- Albacete: Albacete: María Santísima de la Paz (1988) de la Cofradía de Santa María Magdalena y la imagen del Cristo de la Paz de la cofradía de Nuestra Señora del Mayor Dolor.
- Jaén: Baeza: modificó la Dolorosa de la hermandad de La Vera+Cruz, además de realizar la talla de S. Juan Apóstol que la acompaña (1988); para la hermandad de La Santa Cena talló tanto el misterio (1988-92/97) como la Dolorosa (1989); e igualmente realizó la imagen de la Dolorosa (1988) para la hermandad de La Humildad. Linares: talló la imagen de Nuestro Padre Jesús de La Humildad de la hermandad de La Vera+Cruz (1991). La Carolina: las imágenes del misterio del Resucitado.
- Badajoz: Jerez de los Caballeros: realizó la imagen del Ecce Homo y en Barcarrota: talló la imagen de Nuestro Padre Jesús de Medinaceli.
- León: León: realizó la talla del conjunto escultórico de La Sagrada Lanza (2001) para la hermandad de Nuestra Señora de las Angustias y Soledad.